# HD 168009
HD 168009 är en ensam stjärna belägen i den norra delen av stjärnbilden Lyran. Den har en skenbar magnitud av ca 6,31 och kräver åtminstone en handkikare för att kunna observeras. Baserat på parallax enligt Gaia Data Release 2 på ca 42,9 mas, beräknas den befinna sig på ett avstånd på ca 76 ljusår (ca 23 parsek) från solen. Den rör sig närmare solen med en heliocentrisk radialhastighet på ca -65 km/s och beräknas komma att ligga på ett avstånd av ca 17 ljusår från solen om ca 328 000 år.

## Egenskaper
HD 168009 är en gul till vit stjärna i huvudserien av spektralklass G1 V, som har en låg nivå på kromosfärisk aktivitet, vilket gör den till en kandidat för en Maunder-minimihändelse. Den har en massa som är ungefär lika med en solmassa, en radie som är ca 1,14 solradier och har ca 1,4 gånger solens utstrålning av energi från dess fotosfär vid en effektiv temperatur av ca 5 800 K. Den är en solliknande stjärna och har undersökts med avseende på överskott av infraröd strålning, som kan ange närvaro av en omgivande stoftskiva, men inget statistiskt signifikant överskott har upptäckts.